# Пыржоале
Пыржоале (рум. pârjoale, pârjoale moldovenești, от рум. pârjoala — «жарка») — блюдо румынской и молдавской кухни, разновидность котлет. Готовится из мясного фарша с овощами и специями, сформированного в шарики, которые обжариваются.
Фарш обычно используется из свинины и говядины (иногда баранины или курицы). Он смешивается с яйцами, тертым картофелем, ломтиками хлеба, замоченными в молоке/бульоне или воде, рубленым луком, зеленью (петрушка, укроп, тимьян), специями (перец) и солью. Фарш формуется в шарики, которые сплющиваются до продолговатой формы, обваливаются в панировочных сухарях или кукурузной муке, и обжариваются в горячем масле. Котлеты также можно мариновать в томатном соусе. 
Подается блюдо с муретури (рум. murături — местные квашеные овощи), томатным соусом, салатами, пюре из фасоли, шпината или крапивы.